# Sarracenia rubra
Sarracenia rubra, también conocido como la planta carnívora dulce, es una planta carnívora del género Sarracenia. Como todos los Sarracenia, es nativa del Nuevo Mundo. 

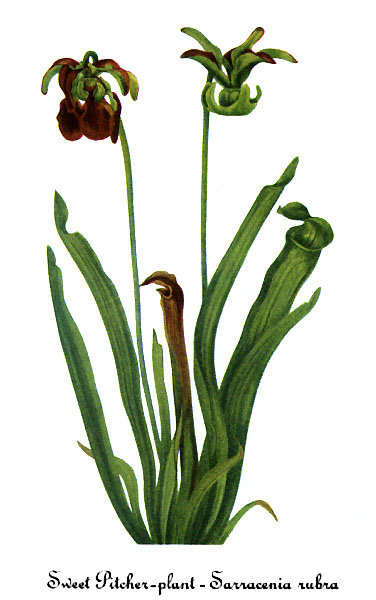
Ilustración

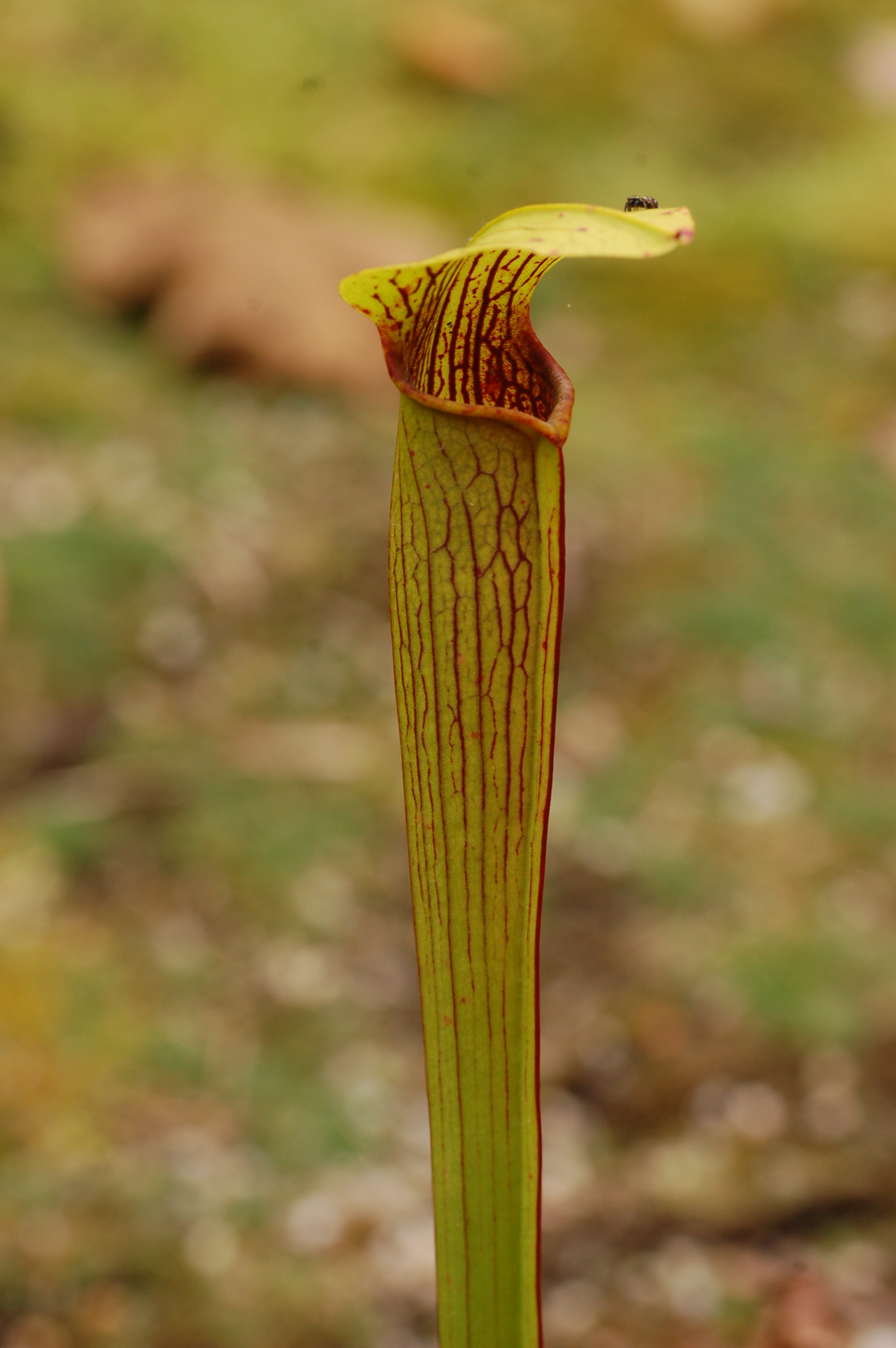
Detalle

## Distribución
Su gama se extiende desde el sur de Misisipi, a través del sur de Alabama, Florida y Georgia, hasta las llanuras costeras de Virginia y Carolina del Sur.

## Morfología y carnivorismo
Como otros miembros del género Sarracenia, la planta carnívora dulce tiene trampas de insectos utilizando una hoja en forma de jarra, que en esta especie es generalmente más pequeña y más estrecha que en la mayoría de las especies, por lo general no excede de 65 cm de altura. Sarracenia rubra generalmente se encuentra en grupos. La parte más alta de la hoja es como una tapa (el opérculo), lo que impide que el exceso de lluvia pueda entrar en la jarra y diluir dentro las secreciones digestivas. Las regiones superiores de la jarra son pelos  rígidos, que apuntan hacia abajo, y que sirven para guiar a los insectos que se posan en las partes superiores de la hoja hacia el interior de la jarra. La apertura del tubo es retroflexible en un peristoma, cuya superficie es tachonada de glándulas secretoras de néctar. La presa al entrar en el tubo se encuentra que su base se hace extremadamente incierta por las suaves secreciones, estas son cerosas y se encuentran en las superficies de la parte superior del tubo. Los insectos pierden su pie sobre esta superficie y se desploman hasta la parte inferior del tubo, donde una combinación de líquido digestivo, agentes humectantes y pelos apuntando hacia adentro impiden su huida. Se ha reportado que algunos insectos más grandes como avispas consiguen escapar, mordiendo un agujero en la hoja jarra.

## Taxonomía
Sarracenia rubra fue descrita por Alphonso W. Wood y publicado en Flora Caroliniana, secundum . . . 152. 1788.
Etimología
Sarracenia: nombre genérico que fue nombrado por el médico francés Michel Sarrasin (Sarracenus) (1659-1734), un naturalista y coleccionista de plantas en Quebec, aunque una segunda fuente dice que deriva de otro médico francés llamado Jean Antoine Sarrasin (1547-1598), quien tradujo una obra de Dioscórides.
rubra: epíteto latíno que significa "de color rojo".